# Mike Pierce
Michael Adam Pierce (Portland, 1º settembre 1980) è un lottatore di arti marziali miste statunitense.
Combatte nella categoria dei pesi welter per l'organizzazione UFC.

## Carriera nelle arti marziali miste

### Inizi
All'università, Prima di combattere nelle arti marziali miste era un lottatore.

### Ultimate Fighting Championship
Dopo aver messo a segno un record di 8-2 da professionista, Mike viene chiamato dall'allora organizzazione più importante del Mondo la UFC, nella quale debutta sconfiggendo Brock Larson per decisione unanime.
Il suo secondo incontro doveva essere contro Josh Koscheck, al tempo un top 10 della categoria, tuttavia l'avversario venne cambiato e fu scelto Jon Fitch, anche lui un top 10. Dopo aver perso i primi due round, Pierce domina il terzo mettendo quasi KO Fitch, tuttavia non bastò a convincere i giudici che assegnarono una vittoria all'avversario con i punteggi di 29-28, 29-28 e 29-28.
Dopo quell'incontro ne vinse tre consecutivi, uno ai punti, uno per KO e uno per sottomissione (armbar)  premiata come, Submission of the Night.
Dopo questi risultati si vide pronto a scalare la classifica dei pesi welter sfidando il temibilissimo Johny Hendricks: Pierce perse per decisione non unanime.
Tuttavia tre mesi dopo portò a casa un'altra bella vittoria contro Paul Bradley dove vinse per decisione non unanime.
Il 4 febbraio 2012 ebbe la possibilità di combattere contro Josh Koscheck a UFC 143: Diaz vs. Condit e venne battuto ai punti. Dopo questa sconfitta Pierce portò a casa quattro vittorie consecutive, due ai punti e due per KO, e nonostante tali ottimi risultati lottò sempre nella card preliminare dei vari eventi.
Tornò in una card principale nell'ottobre 2013 quando affrontò in Brasile il fuoriclasse di BJJ ed ex top fighter dei pesi medi Rousimar Palhares, vedendo la propria striscia di vittorie arrestarsi bruscamente quando l'avversario lo sottomise in pochi secondi, con un heel hook: per la prima volta in carriera Pierce venne sconfitto con una finalizzazione.
Nel maggio 2014 avrebbe dovuto affrontare Demian Maia, ma proprio Pierce si ruppe una mano ed il match saltò. Torna a competere all'interno dell'ottagono dopo oltre 2 anni lontano dalle competizioni, contro Ryan LaFlare. Dopo un incontro molto equilibrato, venne sconfitto per decisione unanime.

### Risultati nelle arti marziali miste
| Risultato | Record | Avversario           | Metodo                    | Evento                                                    | Data              | Round | Tempo | Città                       | Note                             |
| --------- | ------ | -------------------- | ------------------------- | --------------------------------------------------------- | ----------------- | ----- | ----- | --------------------------- | -------------------------------- |
| Sconfitta | 17-7   | Ryan LaFlare         | Decisione (unanime)       | The Ultimate Fighter: Team McGregor vs. Team Faber Finale | 11 dicembre 2015  | 3     | 5:00  | Las Vegas, Stati Uniti      |                                  |
| Sconfitta | 17-6   | Rousimar Palhares    | Sottomissione (heel hook) | UFC Fight Night: Maia vs. Shields                         | 9 ottobre 2013    | 1     | 0:31  | Barueri, Brasile            |                                  |
| Vittoria  | 17-5   | David Mitchell       | KO Tecnico (pugni)        | UFC 162: Silva vs. Weidman                                | 6 luglio 2013     | 2     | 2:55  | Las Vegas, Stati Uniti      |                                  |
| Vittoria  | 16–5   | Seth Baczynski       | Decisione (unanime)       | UFC on FX: Sotiropoulos vs. Pearson                       | 15 dicembre 2012  | 3     | 5:00  | Gold Coast, Australia       |                                  |
| Vittoria  | 15–5   | Aaron Simpson        | KO (pugno)                | UFC on FX: Browne vs. Bigfoot                             | 5 ottobre 2012    | 2     | 0:29  | Minneapolis, Stati Uniti    |                                  |
| Vittoria  | 14–5   | Carlos Eduardo Rocha | Decisione (unanime)       | UFC on FX: Johnson vs. McCall                             | 8 giugno 2012     | 3     | 5:00  | Sunrise, Stati Uniti        |                                  |
| Sconfitta | 13–5   | Josh Koscheck        | Decisione (non unanime)   | UFC 143: Diaz vs. Condit                                  | 4 febbraio 2012   | 3     | 5:00  | Las Vegas, Stati Uniti      |                                  |
| Vittoria  | 13–4   | Paul Bradley         | Decisione (non unanime)   | UFC on Fox: Velasquez vs. Dos Santos                      | 12 novembre 2011  | 3     | 5:00  | Anaheim, Stati Uniti        |                                  |
| Sconfitta | 12–4   | Johny Hendricks      | Decisione (non unanime)   | UFC 133: Evans vs. Ortiz                                  | 6 agosto 2011     | 3     | 5:00  | Filadelfia, Stati Uniti     |                                  |
| Vittoria  | 12–3   | Kenny Robertson      | KO Tecnico (pugni)        | UFC 126: Silva vs. Belfort                                | 5 febbraio 2011   | 2     | 0:29  | Las Vegas, Stati Uniti      |                                  |
| Vittoria  | 11–3   | Amilcar Alves        | Sottomissione (armbar)    | UFC 118: Edgar vs. Penn 2                                 | 28 agosto 2010    | 3     | 3:11  | Boston, Stati Uniti         |                                  |
| Vittoria  | 10–3   | Julio Paulino        | Decisione (unanime)       | UFC Live: Vera vs. Jones                                  | 21 marzo 2010     | 3     | 5:00  | Broomfield, Stati Uniti     |                                  |
| Sconfitta | 9–3    | Jon Fitch            | Decisione (unanime)       | UFC 107: Penn vs. Sanchez                                 | 12 dicembre 2009  | 3     | 5:00  | Memphis, Stati Uniti        |                                  |
| Vittoria  | 9–2    | Brock Larson         | Decisione (unanime)       | UFC Fight Night: Diaz vs. Guillard                        | 16 settembre 2009 | 3     | 5:00  | Oklahoma City, Stati Uniti  | Debutto in UFC                   |
| Vittoria  | 8–2    | Paul Bradley         | Decisione (unanime)       | RIE 2: Brotherly Love Brawl                               | 30 aprile 2009    | 3     | 5:00  | Oaks, Stati Uniti           |                                  |
| Vittoria  | 7–2    | Justin Haskins       | KO Tecnico (pugni)        | WEC 39: Brown vs. Garcia                                  | 1º marzo 2009     | 3     | 3:39  | Corpus Christi, Stati Uniti | Debutto in WEC                   |
| Vittoria  | 6–2    | Sean Huffman         | KO Tecnico (pugni)        | Carnage at the Creek 4                                    | 22 novembre 2008  | 2     | 4:40  | Shelton, Stati Uniti        |                                  |
| Vittoria  | 5–2    | Mark Miller          | KO Tecnico (stop medico)  | SF 24: Domination                                         | 19 settembre 2008 | 2     | 1:38  | Portland, Stati Uniti       |                                  |
| Vittoria  | 4–2    | Jake Paul            | Decisione (unanime)       | EWC: Summer Slaughter                                     | 2 agosto 2008     | 3     | 5:00  | Salem, Stati Uniti          |                                  |
| Sconfitta | 3–2    | Nathan Coy           | Decisione (unanime)       | SF 23: Heated Rivals                                      | 20 giugno 2008    | 5     | 5:00  | Portland, Stati Uniti       | Per il titolo dei Pesi Welter SF |
| Vittoria  | 3–1    | Ed Nuno              | Decisione (unanime)       | SF 21: Seasons Beatings                                   | 22 dicembre 2007  | 3     | 5:00  | Portland, Stati Uniti       |                                  |
| Vittoria  | 2–1    | Mike Dolce           | KO Tecnico (pugni)        | SF 20: Homecoming                                         | 27 ottobre 2007   | 1     | -     | Portland, Stati Uniti       |                                  |
| Sconfitta | 1–1    | Mark Muñoz           | Decisione (unanime)       | GC 69: Bad Intentions                                     | 22 settembre 2007 | 3     | 5:00  | Sacramento, Stati Uniti     | Incontro di Pesi Medi            |
| Vittoria  | 1–0    | Nick Gilardi         | KO Tecnico (stop medico)  | Elite Warriors Championship                               | 2 giugno 2007     | 2     | 4:54  | Portland, Stati Uniti       |                                  |